# Wilmot (Arkansas)
Wilmot é uma cidade localizada no estado americano de Arkansas, no Condado de Ashley.

## Demografia
Segundo o censo americano de 2000, a sua população era de 786 habitantes.
Em 2006, foi estimada uma população de 729, um decréscimo de 57 (-7.3%).

## Geografia
De acordo com o United States Census Bureau, a localidade tem uma área de 4,8 km², sem área coberta por água. Wilmot localiza-se a aproximadamente 33 m acima do nível do mar.

## Localidades na vizinhança
O diagrama seguinte representa as localidades num raio de 32 km ao redor de Wilmot.